# Сан Лучидо
Сан Лу̀чидо (на италиански: San Lucido, на местен диалект Sàntu Lùcitu, Санту Лучиту) е пристанищно градче и община в Южна Италия, провинция Козенца, регион Калабрия. Разположено е на брега на Тиренско море. Населението на общината е 5932 души (към 2012 г.).